# Бенуа Бланк
Бенуа Бланк или Бенуа Блан (англ. Benoit Blanc) — частный детектив, персонаж кинофраншизы, включающей фильмы «Достать ножи» (2019), «Достать ножи: Стеклянная луковица» (2022), «Достать ножи: Проснись, мертвец» (2025). Его играет актёр Дэниел Крейг.

## Биография и личность
Бенуа Бланк впервые появляется в фильме «Достать ножи». На тот момент это мужчина средних лет, обладатель репутации первоклассного частного детектива. Вскоре после премьеры второй части франшизы режиссёр Райан Джонсон рассказал, что этот персонаж — гей. Бенуа Бланк выглядит довольно нелепо из-за своего специфического акцента и кажущейся некомпетентности. Он любит произносить высокопарные многозначительные фразы и поражать слушателей своей логикой, кажется «то ли проницательным, то ли восхитительно недалёким». При этом каждый раз Бланк оказывается хорош в своём деле. Характерная особенность методики этого детектива — уверенность в том, что жизнь сама приведёт его к нужному решению, нужно просто ей не мешать.
Бланк говорит с южноамериканским акцентом (чтобы освоить этот акцент, Крейг занимался с тренером по диалекту). Известно, что у Джонсона была идея сделать так, чтобы в каждом фильме Бланк по непонятным причинам разговаривал с разными акцентами.

## Оценки персонажа
Рецензенты видят в Бенуа Бланке пародию на ряд персонажей-детективов, включая Эркюля Пуаро. Его относят к наиболее прославившимся детективам XXI века.
Один из критиков отметил, что Дэниел Крейг играет Бланка «с явным наслаждением», и добавил: «Один его монолог о пончиках и дырках в них отдельно заслуживает какой-нибудь премии».